# Almdudler
Almdudler er en østrigsk urtesodavand.

## Historie
Navnet Almdudler er afledt af vendingen „auf der Alm dudeln“ (dansk: jodle på sæteren) (Dudler er et wienersk ord for en, der jodler). Den første flaske Almdudler skulle efter sigende være givet af opfinderen Erwin Klein til hans hustru Ingrid Klein i bryllupsgave i 1957. Dette opfattes som grundlæggelsen af virksomheden, som ægteparret startede sammen. Kleins firma havde i 1960'erne hovedsæde i Palais Grassalkovic i Wien 2, indtil den historiske bygning blev solgt til Wien.

## Statistik
I dag kender 99 % (Spectra Marktforschung 2005) af alle østrigere urtesodavanden. Pr. år bliver over 80 mio. liter Almdudler produceret, hvoraf 20 % (2014) påfyldes og sælges uden for Østrig.